# River Moy SAC
River Moy SAC este o arie protejată (sit de importanță comunitară — SCI) din Irlanda întinsă pe o suprafață de 15.389,86 ha, integral pe uscat.

## Localizare
Centrul sitului River Moy SAC este situat la coordonatele 53°59′21″N 9°06′47″W / 53.9891°N 9.113°V.

## Înființare
Situl River Moy SAC a fost declarat sit de importanță comunitară în aprilie 2003 pentru a proteja 18 specii de animale.

## Biodiversitate
Situată în ecoregiunea atlantică, aria protejată conține 7 habitate naturale: Fânețe de joasă altitudine (Alopecurus pratensis, Sanguisorba officinalis), Turbării active, Mlaștini oligotrofe degradate, capabile încă de regenerare naturală, Depresiuni pe substraturi de turbă de Rhynchosporion, Mlaștini alcaline, Păduri de stejar sesil bătrân cu Ilex și Blechnum în Insulele Britanice, Păduri aluvionare cu Alnus glutinosa și Fraxinus excelsior (Alno-Padion, Alnion incanae, Salicion albae).
La baza desemnării sitului se află mai multe specii protejate:
- păsări (13): rață pitică (Anas crecca), rață fluierătoare (Anas penelope), rață mare (Anas platyrhynchos), Anser albifrons flavirostris, rață-cu-cap-castaniu (Aythya ferina), rața moțată (Aythya fuligula), Bucephala clangula, lebădă de iarnă (Cygnus cygnus), lișiță (Fulica atra), rață neagră (Melanitta nigra), culic mare (Numenius arquata), ploier auriu (Pluvialis apricaria), nagâț (Vanellus vanellus)
- mamifere (1): vidră de râu (Lutra lutra)
- nevertebrate (1): Austropotamobius pallipes
- pești (3): cicar (Lampetra planeri), Petromyzon marinus, somonul (Salmo salar)

Pe lângă speciile protejate, pe teritoriul sitului au mai fost identificate 5 specii de plante, 1 specie de păsări, 1 specie de amfibieni, 4 specii de mamifere, 1 specie de pești.